# (30888) Okitsumisaki
(30888) Okitsumisaki est un astéroïde de la ceinture principale.

## Description
(30888) Okitsumisaki est un astéroïde de la ceinture principale. Il fut découvert le 19 janvier 1993 à Geisei par Tsutomu Seki. Il présente une orbite caractérisée par un demi-grand axe de 2,87 UA, une excentricité de 0,24 et une inclinaison de 4,1° par rapport à l'écliptique.

## Compléments